# Anthreptes neglectus
Anthreptes neglectus là một loài chim trong họ Nectariniidae.